# 蓮沼 (さいたま市)
蓮沼（はすぬま）は、埼玉県さいたま市見沼区の大字。本項では、かつて同地域に存在した北足立郡猿ヶ谷戸村（さるがやとむら）についても記す。

## 地理

中央部を横断する埼玉県道2号さいたま春日部線

さいたま市見沼区中部の大宮台地（片柳支台）上に位置する。東部は谷戸が入り組んでいる。東で東門前および大谷に、西で大和田町に、南で南中丸および南中野に、北で風渡野および堀崎町に接し、東端を加田屋川が流れる。中央部を埼玉県道2号さいたま春日部線が横断、北部を東武野田線（東武アーバンパークライン）が横断する。
全域が市街化区域に指定され、住宅や消防署のほか、タムロンの本社・工場がある。また、タムロンの向かいには日立国際八木ソリューションズ（旧・八木アンテナ）の工場（後に八木アンテナの本社も所在）が存在したが、解体され跡地にはホームセンターが開業している。南部では土地区画整理事業が行われており、都市計画道路の整備が進められている。
地内に縄文時代後期の遺跡である泰成光学内遺跡がある。

### 河川
- 加田屋川

### 地価
国土交通省地価公示
①
- 所在および地番：大字蓮沼字丸山1516番13
- 価格：100,000円/m2
- 利用現況：住宅

②
- 所在および地番：大字蓮沼字中田295番1
- 価格：115,000円/m2
- 利用現況：店舗兼住宅

①②ともに 2021年（令和3年）1月1日時点
都道府県地価調査
- 所在および地番：大字蓮沼字北海道1225番51
- 価格：120,000円/m2
- 利用現況：住宅
  - 2020年（令和2年）7月1日時点[8]

### 小字
- 中田、前田、山崎、薊ヶ谷戸、北海道（きたかいどう）、丸山
  - 猿ヶ谷戸村では、上記のほかに五反田も存在した[9]。
  - 中田公園、前田第一公園、前田第二公園、山崎公園があり、公園名に小字名が残る。

## 歴史

### 地名の由来
谷戸が侵食により出来た農地に適した肥沃な土地を表しているように、以前は小さな水路と沼地が続く土地で、そこから蓮沼の地名が生まれた。実際に多くのハスが茂っていて、レンコンが収穫されていた。

### 沿革
かつては江戸期より存在した武蔵国足立郡南部領に属する蓮沼村であった。また、寛永期（1624年 - 1644年）には南部を蓮沼村、北部を猿ヶ谷戸村に分かれていたとされるが、その後の検地記録によっては呼称が混在している。村高は正保年間の『武蔵田園簿』では186石余（田68町余、畑117町余）、『元禄郷帳』および『天保郷帳』では219石余であった。助郷は日光御成街道岩槻宿組合に出役していたが、寛保・宝暦年間は中山道大宮宿にも代出役していた。化政期の戸数は59軒で、村の規模は東西4町余、南北2町余であった。
- 明治初年の『旧高旧領取調帳』の記載によると、代官佐々井半十郎支配所が管轄する幕府領であった[11]
  - 月日不明 - 蓮沼村を猿ヶ谷戸村に改称[12][5][13]。地名は小名の猿ヶ谷戸から採った[14]。
- 1871年（明治4年）11月13日：第1次府県統合により、埼玉県の管轄となる。
- 1879年（明治12年）3月17日：郡区町村編制法の埼玉県での施行により、北足立郡の所属となる[14]。
- 1889年（明治22年）
  - 4月1日：町村制施行により、北足立郡猿ヶ谷戸村が単独で自治体を形成[14]。大谷村、新堤村、東宮下村、東門前村、膝子村、風渡野村と大谷村外6ヶ村組合を結成し、組合役場を本村に設置。
  - 6月1日 - 大谷村外6ヶ村組合が、同名の大谷村（現・上尾市）との同名回避のため、膝子村外6ヶ村組合に改称される。
- 1913年（大正2年）4月2日：膝子村外6ヶ村組合を解消し、7村の区域をもって七里村が発足[15]。同日猿ヶ谷戸村廃止。七里村の大字猿ヶ谷戸となる。
- 1954年（昭和29年）12月1日：大字猿ヶ谷戸を大字蓮沼に改称[13][14]。
- 1955年（昭和30年）1月1日：七里村が大宮市に編入合併され[15]。大宮市の大字となる。
- 1977年（昭和52年）3月25日：現在の見沼消防署蓮沼出張所が竣工する。
- 1994年（平成6年）
  - 3月4日：一部を事業区域に含む[16]蓮沼下土地区画整理事業の都市計画決定が告示される[17]。
  - 11月29日：蓮沼下土地区画整理事業の事業計画決定が告示される[17]。
- 1995年（平成7年）
  - 9月12日：一部を事業区域に含む[18]大和田特定土地区画整理事業の都市計画決定が告示される[17]。
  - 11月10日：大和田特定土地区画整理事業の事業計画決定が告示される[17]。
- 2001年（平成13年）5月1日：浦和市・大宮市・与野市が合併し、さいたま市が発足。同市の大字となる。
- 2003年（平成15年）4月1日：さいたま市が政令指定都市に移行し、同市見沼区の大字となる。

## 世帯数と人口
2017年（平成29年）9月1日時点の世帯数と人口は、以下のとおりである。
| 大字     | 世帯数    | 人口     |
| -------- | --------- | -------- |
| 大字蓮沼 | 4,322世帯 | 10,290人 |

## 小・中学校の学区
市立小・中学校に通う場合、学区（校区）は以下のとおりとなる。
| 区域 | 小学校                 | 中学校                 |
| --- | ---------------------- | ---------------------- |
| 1番地 - 203番地1、203番地3 - 267番地、268番地2、269番地2 - 270番地1 271番地・271番地1、272番地・272番地1、272番地3 - 295番地1 296番地・296番地1、296番地7・8、296番地12 - 301番地1、301番地3 305番地・305番地1、305番地3 - 477番地、484番地・484番地1 484番地3、485番地2、488番地・488番地1、488番地4 - 511番地1 512番地・512番地1、513番地2、540番地2 - 541番地1 541番地3 - 550番地1、550番地3 - 551番地1、552番地2・6 1266・1267番地、1280 - 1292番地、1318 - 1325番地、1335番地 1347番地 - 1350番地1、1351番地、1399番地2、1406番地以降 | さいたま市立大谷小学校 | さいたま市立大谷中学校 |
| 1240・1241番地、1243 - 1250番地 | さいたま市立蓮沼小学校 | さいたま市立大谷中学校 |
| その他 | さいたま市立蓮沼小学校 | さいたま市立春里中学校 |

## 交通

### 鉄道
北部を東武野田線（東武アーバンパークライン）が通るが、駅はない。最寄り駅は地点によって異なり、東武野田線（東武アーバンパークライン）の大和田駅、または同七里駅である。

### 道路
- 埼玉県道2号さいたま春日部線（大宮岩槻線）
- 蓮沼御蔵線
- 蓮沼中央通線
- 蓮沼大和田線
- 大和田公園通り
- 大谷中通り
- 武道館通り - 北東部でかすめる

### バス
- 東武バスウエスト
  - 大宮営業事務所
    - 大50：大宮駅東口 - 堀の内 - 導守 - タムロン前 - 半縄橋（大宮東警察署前） - 加倉 - 岩槻駅
（大宮駅東口→岩槻駅に深夜バスも運行・平日のみ1本）
    - 大50：大宮駅東口 - 堀の内 - 導守 - タムロン前 - 半縄橋（大宮東警察署前） - 東宮下 - 宮下

- さいたま市コミュニティバス
  - 見沼区コミュニティバス： 国際興業バスさいたま東営業所が運行
    - さぎ山ルート：大谷県営住宅 - 七里学校前 - 大谷中学校 - 大和田駅 - 見沼区役所 - 七里駅西 - 大谷県営住宅 - 片柳コミュニティセンター - 染谷南 - さぎ山記念公園（構内）
    - 沖郷ルート：大谷県営住宅 - 七里学校前 - 大谷中学校 - 大和田駅 - 見沼区役所 - 七里駅西 - 大谷県営住宅 - 片柳コミュニティセンター - 染谷南 - 沖郷会館

## 地域

### 住宅
- 蓮沼団地
- 蓮沼住宅

### 公園・緑地
- 山崎公園
- 蓮沼公園
- 蓮沼南公園
- 蓮沼ふれあい公園
- 中田公園
- 前田第一公園
- 前田第二公園
- 正福寺公園
- 七里グリーンハイツ公園

### 施設
- さいたま市立蓮沼小学校 - 敷地の大部分が蓮沼に所在。北西部は風渡野に所在。
- 株式会社タムロン本社
- 見沼消防署蓮沼出張所
- デイサービスセンター りはせんそよ風
- 介護付有料老人ホーム ロイヤルレジデンス大宮
- 見沼ひばり館 - 住宅型有料老人ホーム
- 蓮沼会館
- 八雲会館
- 八雲神社 - 2社置かれている。
- 神明神社
- 菅原神社
- 正福寺
- 天理教会

## その他
- 1869年に全村猿ヶ谷戸へ統一され、七里村合併後も大字猿ヶ谷戸と称していた。ところが現在は全域が蓮沼となっており、この両地名が複雑に入れ替わった理由は不明。現在は猿ヶ谷戸の名はほとんど地名として残っていない。
- 1970年代 - 1980年代に、レンコンが栽培されていた谷戸が次第に埋め立てられ、現在は小 - 中規模な住宅地となっているところが多い。
- 大塚山という丘（古墳といわれる）がある。
- 丸山は高さ1 mほどの小さな丘で、丘のふもとを一周する道が地図で確認できる。
- さいたま市立大宮東図書館の南端付近から大字蓮沼549番地3付近の埼玉県道2号さいたま春日部線（大宮岩槻線）までの間の約780 mが都市計画道路堀崎蓮沼線として都市計画決定（1993年（平成5年）4月16日）されていたが、2015年（平成27年）9月2日に全線廃止された[20]。